# Generador de un ideal
Sea {\displaystyle A} un dominio y {\displaystyle X} un subconjunto de {\displaystyle A}. Si {\displaystyle I} es el mínimo ideal de {\displaystyle A} tal que {\displaystyle X\subseteq I}, se dice que {\displaystyle X} es el generador del ideal {\displaystyle I} o, equivalentemente, que {\displaystyle I} es un ideal de {\displaystyle A} generado por {\displaystyle X}. 
El ideal de {\displaystyle A} generado por el subconjunto {\displaystyle X} de {\displaystyle A} se denota comúnmente por

{\displaystyle ~(X)}

Cuando {\displaystyle X} es un conjunto finito, digamos {\displaystyle X=\{x_{1},\ldots ,x_{n}\}}, se dice que el ideal {\displaystyle (X)} es finitamente generado y se representa comúnmente por {\displaystyle (x_{1},\ldots ,x_{n})}. En particular, si {\displaystyle ~X=\{x\}} (i.e. si {\displaystyle X} contiene un solo elemento), se dice que  {\displaystyle (x)} es un ideal principal de {\displaystyle A}.
Si A es un dominio tal que todos sus ideales son finitamente generados, entonces A es un anillo noetheriano, y recíprocamente. En particular, un anillo noetheriano cuyos ideales son todos principales se dice dominio de ideales principales (DIP). 

## Propiedades
Todo subconjunto {\displaystyle X} de un dominio {\displaystyle A} es el generador de algún ideal de {\displaystyle A}, pues siempre existe por lo menos un ideal que contiene a {\displaystyle X} (e.g. el propio dominio {\displaystyle A}). El ideal de {\displaystyle A} generado por {\displaystyle X}, {\displaystyle (X)}, puede obtenerse explícitamente  considerando que la intersección de cualquier familia de ideales es un ideal, y que, en particular, es el menor de todos ellos. Así, 

(1){\displaystyle (X)=\bigcap I_{i}}

donde cada {\displaystyle I_{i}} es un ideal tal que {\displaystyle X\subseteq I_{i}}. 
Si {\displaystyle X,Y} son subconjuntos de {\displaystyle A} tales que {\displaystyle X\subseteq Y}, claramente {\displaystyle (X)\subseteq (Y)}
Un hecho que se deduce a partir de la definición de un ideal generado y de la de un ideal cualquiera es que

(2){\displaystyle (X)=\{a_{1}x_{1}+\cdots +a_{n}x_{n}|\;a_{i}\in A\ {\mbox{y}}\ x_{i}\in X\;\forall i\in \{1,\dots ,n\}\;n\in \mathbb {N} \}},

por lo que todo elemento de un ideal generado es una combinación lineal de los elementos de {\displaystyle X}, y se tiene así una forma de poner un ideal generado en términos de sus elementos. La ecuación (1) y la ecuación (2) pueden considerarse como definiciones equivalentes de ideal generado, aunque generalmente se usa (1) y de ahí se deduce fácilmente (2).